# Miguel Diosdado
Miguel Diosdado (4 de junio de 1985, Sevilla) es un actor español.

## Trayectoria

### Cine
- 2017 - Como la espuma. Dir. Roberto Pérez Toledo como Rubén.
- 2022 - 8 años. Dir. Jd Alcazar como Jose.

### Cortometrajes
- 2004 - Vísperas. Dir. Ana Ojeda
- 2004 - Viaje en el tiempo. Dir. Miguel Bujalance
- 2005 - Las edades de Juan. Dir. Antonio Arenas
- 2006 - El secreto de Warren. Dir. Rafa Vico

### Televisión

#### Series
| Año         | Título                    | Personaje             | Cadena    | Notas         |
| ----------- | ------------------------- | --------------------- | --------- | ------------- |
| 2008        | Mi gemela es hija única   |                       | Telecinco | 1 episodio    |
| 2008        | Sin tetas no hay paraíso  |                       | Telecinco | 1 episodio    |
| 2011        | Amar en tiempos revueltos | Sancho López Romero   | La 1      | 107 episodios |
| 2011 - 2013 | Bandolera                 | Lucero de Linares     | Antena 3  | 125 episodios |
| 2014        | Ciega a citas             | Rodrigo               | Cuatro    | 140 episodios |
| 2014        | Los misterios de Laura    | Ignacio de Sotogrande | La 1      | 1 episodio    |
| 2015 - 2018 | Acacias 38                | Víctor Ferrero Lorza  | La 1      | 694 episodios |
| 2020        | Las chicas del cable      | Isidro Barrero        | Netflix   | 9 episodios   |

#### TV Movies
| Año  | Título        | Personaje            | Canal     | Notas       |
| ---- | ------------- | -------------------- | --------- | ----------- |
| 2009 | Paquirri      | Antonio Rivera Pérez | Telecinco | 2 episodios |
| 2011 | La Duquesa II | Francisco Rivera     | La 1      | 1 episodio  |
| 2012 | Carmina       | Francisco Rivera     | Telecinco | 2 episodios |

#### Programas
| Año         | Título                 | Función                           | Cadena |
| ----------- | ---------------------- | --------------------------------- | ------ |
| 2008        | La Pecera              | Presentador                       | Neox   |
| 2015        | Cine de barrio         | Invitado                          | La 1   |
| 2016 - 2017 | Telepasión             | Invitado                          | La 1   |
| 2023        | MasterChef Celebrity 8 | Concursante - 5.º / 9.º expulsado | La 1   |

##### Teatro
- 2008 Mi madre, mi tierra Dir: Lidia García
- 2007 Tancredi Producción del Teatro Real. Dir: Yannis Kokkos
- 2007 Lisistrata Festival de Teatro Clásico de Mérida. Dir: Antonio Corencia
- 2007 Madre amantísima Dir: Manuel Gallardo. Personaje: Carlos
- 2006 Pasos en el techo, 1936 Dir: Manuel Gallardo. Personaje: Juan